# Neoconservadorisme
El neoconservadorisme és un corrent polític originat als Estats Units i que se situa a la dreta de l'espectre del conservadorisme. Els seus seguidors s'anomenen habitualment neocons, encara que el terme té un matís despectiu i com a tal és emprat pels seus detractors. Tot i que el moviment es va iniciar després de la Primera Guerra Mundial, va viure un auge important des de finals dels anys 80, especialment amb l'arribada al poder dels republicans estatunidencs, i una nova revifada al segle xxi als EUA i la Unió Europea. Són partidaris i impulsors de les reformes constitucionals del sostre de dèficit.

## Característiques
- Defensa l'existència de blocs antagònics al món (alguns d'ells definits com a dolents o perillosos, els que no coincideixen amb la cultura occidental)[1]
- Permet i fomenta l'ús de la força per impedir avanços de moviments considerats nocius, dona més poder a l'exèrcit
- Afavoreix les accions dels Estats en comptes d'impulsar les organitzacions internacionals
- Èmfasi en la política exterior
- Imperialisme cultural
- Doctrina social tradicionalista, descrèdit del relativisme o els drets de les minories
- Afavoreix el lliure mercat però amb la intervenció de l'Estat quan es posa en perill la democràcia o els valors fonamentals d'un país
- Auge de la influència religiosa en les decisions de govern
- Lluita contra el comunisme i les seves doctrines derivades, així com contra certs corrents de l'ecologisme